# 토지개혁
토지 개혁(土地改革, 영어: land reform)은 토지의 소유권과 관련하여 법, 제도, 관습의 변화를 수반한다.
토지 개혁은 개인 소유권을 정보 소유의 공동 농장에 양도하는 것을 가리키기도 하며, 그 반대가 될 수도 있다. 그러나 모든 토지 개혁의 공통적인 특징으로는 토지의 소유와 이용에 대한 기존의 제도적 정비이다. 그러므로 토지 개혁이 한 그룹에서 다른 그룹으로 토지를 대량으로 양도되는 것처럼 본래는 근본적 개혁일 수 있으나 토지 관리를 개선하기 위한 제도 개혁과 같이 덜 극적인 개혁일 수도 있다.
또, 토지개혁은 농지를 농민에게 분배하는 개혁정책을 말한다. 지주와 소작인간의 계급갈등을 막는 효과가 있으며, 공산주의 국가나 사회주의 정권에서는 공산주의나 사회주의 경제 실천을 위해서 토지개혁이 시행되었다.

## 나라별 토지개혁

### 한반도
배경: 분단의 조건은 토지개혁을 촉진하였다. 지주제 해체에 대한 요구는 거부할 수 없는 큰 흐름이었고, 미국이든 소련이든 토지개혁이 반공주의 혹은 공산화에 유리한 효과를 줄 것이라 생각했다. 이러한 상황에서 1946년 3월 5일 북한에서 먼저 토지개혁이 전격 시행되었다. 뒤이어 남한에서도 1948년 3월 미군정에 의해 처음 토지개혁이 시행되어 신생 대한민국 정부로 그 과제가 이행되었다.

#### 조선민주주의인민공화국
한반도에서는 1945년 8.15광복 이후 대한민국과 조선민주주의인민공화국에서 토지개혁이 시행되었다. 북한은 조선민주주의인민공화국 정부 수립으로 사유재산제도가 없어지고 모든 토지가 국유화되면서 그 의미가 없어지기는 했지만, 무상몰수·무상분배를 통해서 토지개혁을 시행했다. 하지만 토지를 북한정부에게 몰수당한 지주들의 입장에서 토지개혁은 생존의 터전을 잃게 하는 것이어서, 자본주의 경제를 따르는 남한으로 월남하게 된다. 북한의 토지개혁은 농민의 입장에서 소작보다 유리한 것이 아니라는 비평을 받기도 한다. 북한은 토지를 분배한 후에 현물세율을 27%로 정했고 실제 수취는 이보다 더 높아 농민은 국가의 소작으로 바뀐 것에 불과하다는 주장이다. 남한의 토지개혁은 상환지가 15할에 5년 균분 즉 연간 3할 상환의 조건이었다. 북한의 무상분배와 남한의 유상분배는 말의 차이에 비해 실제 차이는 거의 없었다는 이야기이다. '남쪽에서의 토지개혁은 1950년 봄 한국전쟁이 시작되기전 단행되어 (북한이 주장한) 한국전쟁이 봉건식민을 타도하는 계급투쟁적 사회혁명이라는 측면'이 설득력을 잃는다는 해석도 있다.

#### 대한민국
남한의 농지 개혁은 대한민국 정부 수립 후 농지 개혁법이 제정된 후 추진되었다. 농지 개혁은 유상매상과 유상분배를 원칙으로 하여 1가구당 3정보 정도를 소유하도록 하였으며 이를 통해서 지주와 소작인들간의 계급갈등이 해소되는 효과가 있었다. 일부 역사학계는 '토지개혁으로 혜택을 본 농민들이 많지 않았기 때문에, 남한의 토지개혁은 토지개혁의 본래목적인 토지분배를 제대로 실천하지 못했다'고 비판했다. 그러나 “토지개혁으로 조그만 땅뙈기를 갖게 된 수많은 자영 농민들의 자발적 중노동과 창의력이, 그 말릴 수 없는 교육열이 오늘날 대한민국의 자본주의 경제 발전의 기적을 만든 에너지의 원천” 라는 해석도 있다.

### 칠레
사회주의자인 살바도르 아옌데 대통령 시절, 칠레에서는 소작인들에게 토지를 나누어주는 토지개혁이 시행되었다. 하지만, 토지개혁을 비롯한 사회주의성격의 개혁정책들은 대지주들이 소작인들을 부리고, 부가 대다수 민중들이 아닌, 소수 자본가들과 지주들에게 쏠리는 칠레경제의 구조적 문제로 인한 빈부의 격차가 해소되기를 바라던 민중들에게는 지지를 받되, 기득권을 침해당한 칠레 보수층들에게는 지주나 고용주들이 고의적으로 노동자들의 실업율을 높이고 급기야는 미국의 지원을 받은 피노체트 군부의 칠레 9.11쿠데타(1973년)로 아옌데 정부를 전복시킬만큼 큰 반발을 샀다는 점에서 양면성을 가지고 있다.

### 일본
일본에서는 미군정당시 농업발전을 위해 소작인들에게 토지를 나누어주는 토지개혁이 시행되었다. 물론 미군정이 토지개혁을 실시한 이유는 경제민주화를 통해서 일본이 전쟁을 도발하지 못하게 하려는 것이었다. 토지개혁은 1920년대 일본 사회주의계에서 도조(소작인이 토지를 임대한 지주에게 내는 수수료)의 비율 낮추기 운동으로 지주들에게 착취당하던 소작인들을 지지세력으로 끌어들이고자 노력할 정도로 뿌리깊은 계급갈등을 해소하는 효과가 있었다.